# S/2015 (136472) 1
S/2015 (136472) 1 (наричан още MK2 от открилия го екип) е единственият известен спътник на планетата-джудже Макемаке. Смята се, че е с диаметър от 160 км и се намира на около 21 000 км от малката планета. Наблюденията, довели до откриването на луната, са проведени през април 2015 г. с помощта на космическия телескоп Хъбъл, като откритието е обявено на 26 април 2016 г.
Изследването на изображенията предполага, че S/2015 има отражателна способност, подобна на тази на въглерода, което го прави изключително тъмен обект, над 1300 пъти по-тъмен от Макемаке. Това е изненадващо, тъй като Макемаке е вторият най-ярък известен обект в пояса на Кайпер. Една от теориите, която обяснява това, е тази, че гравитацията на спътника не е достатъчно силна, за да задържи ярка, ледена кора, която да сублимира под въздействието на слънчева светлина. Това прави S/2015 подобен на други обекти в пояса на Кайпер, които са покрити с много тъмен материал.
Алекс Паркър, лидер на групата, извършила анализа на изображенията на Хъбъл в Югозападния изследователски институт, казва, че орбитата на обекта изглежда е на ръба на земните обсерватории. Това означава, че често, когато Макемаке е наблюдавана, спътникът бива пропуснат, защото изчезва в ярките отблясъци на планетата.
|  | Тази страница частично или изцяло представлява превод на страницата S/2015 (136472) 1 в Уикипедия на шведски. Оригиналният текст, както и този превод, са защитени от Лиценза „Криейтив Комънс – Признание – Споделяне на споделеното“, а за съдържание, създадено преди юни 2009 година – от Лиценза за свободна документация на ГНУ. Прегледайте историята на редакциите на оригиналната страница, както и на преводната страница, за да видите списъка на съавторите. ВАЖНО: Този шаблон се отнася единствено до авторските права върху съдържанието на статията. Добавянето му не отменя изискването да се посочват конкретни източници на твърденията, които да бъдат благонадеждни. |